# Khalil El Moumni
Khalil El Moumni (Beni Mansour, 1 juli 1941 – Oujda, 21 november 2020) was een Marokkaans imam, die onder andere aan de Annasr-moskee in Rotterdam-West preekte. Hij stond in het middelpunt van een controverse vanwege zijn denkbeelden over homoseksualiteit, die hem openlijk in conflict brachten met Pim Fortuyn.

## Biografie
El Moumni was imam in de Badr-moskee in Oujda in Marokko. Hij kreeg in 1991 een preekverbod van het ministerie van Religieuze Zaken omdat hij gelovige studenten zou hebben opgehitst en aangezet tot rellen en geweld tegen de linkse studenten. Hij richtte zich in zijn preken onder meer op de politieke activist en dissident Abraham Serfati, die hij een 'zionistische jood' noemde. Volgens de Marokkaanse politicoloog Mohamed Darif was El Moumni een aanhanger van sjeik Abdessalam Yassine en zijn beweging Gerechtheid en Barmhartigheid (al-Adl wal-Ihsan). Yassine lag vanwege zijn radicaal-islamitische ideeën geregeld overhoop met het Marokkaanse regime.
Na een jaar zonder werk te hebben gezeten, werd El Moumni in 1992 door het bestuur van de Annasr-moskee naar Nederland gehaald en als imam aangesteld. Door zijn komst nam het aantal bezoekers van de Annasr-moskee sterk toe. El Moumni bouwde een netwerk op en werd uitgenodigd als gastprediker in verschillende moskeeën in Nederland, Frankrijk, België, Duitsland en Denemarken.
In 1998 kwam naar buiten dat hij in zijn moskee in het Arabisch preekte dat de westerse beschaving een beschaving zonder moraal is. Negenenveertig personen en organisaties dienden een aanklacht tegen hem in. Volgens de imam was hij verkeerd begrepen. Het Openbaar Ministerie besloot hem te vervolgen, maar verloor uiteindelijk op 8 april 2002 de rechtszaak die tegen El Moumni werd gevoerd en op 18 november 2002 het hoger beroep.
Op 3 mei 2001 trad hij op in de actualiteitenrubriek NOVA om te spreken over het toenemende anti-homoseksueel geweld bij de Marokkaanse jeugd. Hier zei hij onder andere dat "als de ziekte van de homoseksualiteit zich verspreidt, iedereen besmet kan raken... Daar zijn wij bang voor ... Wie maken nog kinderen als mannen onderling trouwen en vrouwen ook?".
Op 23 juni 2006, kort voor zijn 65e verjaardag, beëindigde El Moumni zijn 46-jarige loopbaan met een laatste dienst in de Annasr-moskee. Hier riep hij de gelovigen op de moskee ook te gebruiken voor maatschappelijke activiteiten en niet alleen voor gebed. Hij keerde later terug naar Oujda, waar hij in 2020 op 79-jarige leeftijd overleed als gevolg van COVID-19.